# Liste des rois d'Essex
La liste des rois d'Essex est principalement connue par l'entremise d'une série de trois généalogies royales rédigées au IXe siècle (BL Add. MS 23211), qui retracent l'ascendance des rois Offa, Swithred et Sigered jusqu'à leur ancêtre lointain, le dieu Seaxneat. Les mentions du royaume dans des chroniques comme l'Histoire ecclésiastique du peuple anglais de Bède le Vénérable ou la Chronique anglo-saxonne permettent de dater certains règnes, de même que les chartes émises par ces souverains. Les travaux de chroniqueurs postérieurs à la conquête normande de l'Angleterre présentent également des informations à leur sujet, mais leur fiabilité est plus incertaine.

## Liste des rois d'Essex
| Dates                  | Nom                   | Remarques |
| ---------------------- | --------------------- | --- |
| 527 ? – 587 ?          | Æscwine               | Il est le premier roi des Saxons de l'Est d'après Henri de Huntingdon, Roger de Wendover et Matthieu Paris, qui l'appellent Erkenwine. Leur source pour ses dates sont inconnues, mais il est très peu vraisemblable qu'il ait pu régner 60 ans.                                                                    |
| 587 ? – avant 604      | Sledd                 | Fils d'Æscwine, il est le premier roi des Saxons de l'Est d'après Guillaume de Malmesbury et Jean de Worcester. Un avènement en 587 serait plausible, mais la source de cette date reste inconnue. |
| avant 604 – 616 ou 617 | Sæberht               | Fils de Sledd et de Ricula, la sœur du roi Æthelberht de Kent. Bède rapporte sa conversion au christianisme en 604. |
| 616 ou 617 – 623 ?     | Sæweard, Seaxred et ? | Les trois fils de Sæberht lui succèdent conjointement et rejettent la religion chrétienne d'après Bède, qui ne donne pas leurs noms. Les généalogies royales ne citent que deux des trois frères, et le nom du troisième reste inconnu. Ils sont tués en affrontant les Saxons de l'Ouest.                          |
| 623 ? – avant 653      | Sigeberht Parvus      | Les généalogies citent un Sigeberht, fils de Sæweard. Guillaume de Malmesbury et Jean de Worcester considèrent qu'il s'agit de Sigeberht Parvus, mais il est plus probable qu'il s'agisse de son successeur et homonyme Sigeberht Sanctus.                                                                          |
| avant 653 – ???        | Sigeberht Sanctus     | Bède rapporte qu'il rétablit le christianisme dans son royaume et finit assassiné par deux frères membres de sa famille. |
| ??? – vers 663         | Swithhelm             | D'après Bède, il est le fils d'un certain Seaxbald, inconnu par ailleurs, et meurt aux alentours de la tenue du concile de Whitby. |
| vers 663 – après 687   | Sigehere              | Fils du Sigeberht (Parvus ou Sanctus) des généalogies royales. D'après Bède, Sigehere et Sæbbi succèdent ensemble à Swithhelm. Roger de Wendover et Matthieu Paris datent sa mort de 683, mais il figure comme témoin sur une charte de Cædwalla vers 687 (S 233).                                                  |
| vers 663 – vers 693    | Sæbbi                 | Fils de Seaxred d'après les généalogies royales. Bède lui attribue un règne de trente années. |
| vers 693 – 704 × 709   | Sigeheard             | D'après Bède, Sigeheard et Swæfred succèdent ensemble à leur père Sæbbi. |
| vers 693 – après 704   | Swæfred               | Sigeheard et Swæfred n'apparaissent ensemble que sur une seule charte (S 1171), ce qui implique peut-être un partage territorial. |
| ??? – 709              | Offa                  | Fils de Sigehere, il est l'objet de la première des trois généalogies de BL Add. MS 23211. Malgré ce qu'en dit Bède, il semble avoir régné avec Sigeheard et Swæfred, avec peut-être un statut réduit. Il abdique pour se rendre à Rome.                                                                            |
| 709 ? – 746            | Selered               | La Chronique anglo-saxonne rapporte son décès en 746. Il figure dans la troisième généalogie de BL Add. MS 23211 comme grand-père de Sigered et arrière-arrière-arrière-petit-fils de Seaxa, un autre fils de Sledd.                                                                                                |
| ??? – 738              | Swæfberht             | Des annales du Nord de l'Angleterre rapportent son décès en 738. |
| 746 ? – ???            | Swithred              | Petit-fils de Sigeheard, il est l'objet de la deuxième des trois généalogies de BL Add. MS 23211. |
| ??? – 798              | Sigeric Ier           | Fils de Selered, il abdique en 798 pour se rendre à Rome d'après le manuscrit F de la Chronique anglo-saxonne. |
| 798 ? – 825 ?          | Sigered               | Fils de Sigeric, il est l'objet de la troisième et dernière généalogie de BL Add. MS 23211. Son titre passe de rex à subregulus sur les chartes qu'il atteste, et peut-être encore plus bas jusqu'à dux. Lorsque les Saxons de l'Est se soumettent au Wessex en 825, c'est peut-être lui qui est chassé du pouvoir. |
| fl. 829 × 837          | Sigeric II            | Il n'est connu que par une charte (S 1791) où il apparaît comme vassal du roi Wiglaf de Mercie. |

## Arbre généalogique
- Sledd
  - Sæberht
    - Sæweard
      - Sigeberht (le Petit ou le Bon)
        - Sigehere
          - Offa

    - Seaxred
      - Sæbbi
        - Swæfheard
        - Sigeheard
          - Sigemund
            - Swithred

        - Swæfred

    - inconnu (Seaxbald ?)
      - ? Swithhelm

  - Seaxa
    - Sigeferth
      - Seleferth
        - Sigebald
          - Sigeberht
            - Selered
              - Sigeric Ier
                - Sigered
                  - ? Sigeric II